# Kuittua
Kuittua är en sjö i kommunen Nyslott i landskapet Södra Savolax i Finland. Arean är 40 hektar och strandlinjen är 4,87 kilometer lång. Sjön  ingår i Vuoksens huvudavrinningsområde.   Den ligger omkring 110 kilometer nordöst om S:t Michel och omkring 320 kilometer nordöst om Helsingfors. 